# Dąbrowa (Grabowo)
Pour les articles homonymes, voir Dąbrowa.
Dąbrowa est un village polonais de la gmina de Grabowo, dans le powiat de Kolno, voïvodie de Podlachie, au nord-est du pays.